# Rookgasontzwavelingsinstallatie

Schema van rookgasontzwaveling

Een rookgasontzwavelingsinstallatie (ROI) wordt aan een installatie toegevoegd wanneer deze te veel zwaveldioxide uitstoot. Dit gas vormt in combinatie met water een zuur, zwavelzuur, wat zorgt voor zure regen. 
Bij een ROI worden de rookgassen door een grote tank met kalkwater geleid. Hierdoor reageert de zwaveldioxide met het kalkwater en wordt gips gevormd. Het gips kan weer nuttig gebruikt worden door de bouwindustrie, bijvoorbeeld voor de fabricage van gipsplaten. Bij de meeste ROI's wordt op deze manier tussen de 60% en de 80% van de zwaveldioxide afgevangen.